# Joe Jackson
Joe Jackson (Burton upon Trent, 1954. augusztus 11. –) brit dzsesszzenész: szaxofonos, énekes, billentyűs, dalszerző. 1982-ben a „Steppin' Out” című száma a top 10-es listán szerepelt. Jackson kapcsolatban volt az 1980-as évek második brit slágerinváziójával az Amerikai Egyesült Államokban. 20 stúdióalbumot rögzített. Ötször jelölték Grammy-díjra. Komolyzenét is komponált.

## Pályakép
Joe Jackson az angliai Burton upon Trentben született. Paulsgrove környékén nőtt fel.  Egy portsmouthi műszaki középiskolába járt. Jackson szülei a közeli Gosportba költöztek Jackson tinédzser korában. Jackson hamar megtanult hegedülni, de hamarosan zongorára váltott, miután rávette apját, hogy vegyen neki egyet. Ezt a hangszert Paulsgrove tanácsházának csarnokában helyezték el. Jackson tizenhatévesen bárokban kezdett zongorázni, Hamarosan ösztöndíjat kapott, és zeneszerzést tanult a Londoni Királyi Zeneakadémián.
Jackson első zenekarát a Gosportban alapította. Ez az együttes 1976-ban két sikertelen kislemez után felbomlott. Jackson, amikor csatlakozott az "Arms and Legs"-hez, kapta a „Joe” becenevet, mivel egy brit televíziós bábfigurára, egy zseniális gyerekkémre hasonlított. Jackson húszévesen jogilag is felvetta Joe nevet. Ezután egy kis időt egy kabaréban zenélve töltött, hogy pénzt keressen egy demó felvételére. 1978-ban demója hatására leszerződtette az A&M Records. A következő évben kiadta Joe Jackson Band debütáló albumát. A A rock, a dallamos dzsessz és a new wave egyvelege volt a lemez Elvis Costello és Graham Parker hatása alatt. Az album széleskörű kritikai sikert aratott: 2013-ban a Rolling Stone magazinnál a 98. helyen állt minden idők 100 legjobb debütáló albumának listáján. A debütáló kislemezük öt országban a legjobb 40 közé, Kanadában pedig a 9. helyre került.
A Joe Jackson Band rengeteget turnézott, majd egy kilépés miatt 1980 végén feloszlott.
Az 1990-es évek végén Jackson a klasszikus zene feléfordult, 1997-ben szerződött a Sony Classical-lal, és 1999-ben kiadta az I. szimfóniát, amiért 2001-ben Grammy-díjat kapott a legjobb instrumentális popalbum kategóriában. 2000-ben kiadott egy albumot Night and Day II címmel.
2003-ban újra egyesítette eredeti kvartettet a Volume 4 c. albumhoz.
Megrögzött dohányosként 2006-ban feladta New York-i lakását a dohányzási tilalmak elterjedése miatti tiltakozásul, és a Berlinbe költözött. Ott rögzítette tizennyolcadik stúdióalbumát.
2019-ben kiadta a „Fool” című albumot. Jackson és zenekara 2019-ben előadta a „Fabulously Absolute” című dalt „Jimmy Fallon Tonight Show”-jában. A Fool a top 20 albumlistán debütált Hollandiában, Belgiumban, Németországban és Svájcban. Az Egyesült Államokban a 25. helyen volt a Billboard albumeladási listáján. Az Egyesült Királyságban a 13. helyre került az indie albumok listáján.
Jackson aktívan kampányolt a dohányzás betiltása ellen mind az Egyesült Államokban, mind az Egyesült Királyságban. 2005-ben kiadott egy 2005-ös röpiratot (The Smoking Issue) és egy 2007-es esszét (Smoke, Lies and the Nanny State), és egy szatirikus felvételt készített e témában („In 20-0-32”).
Jackson 1999-ben írt önéletrajzot „A Cure for Gravity” címmel. A könyv portsmouthi munkásosztálybeli neveltetést követi nyomon, és feltérképezi zenei életét gyermekkorától a 24. születésnapjáig. Popsztár életéről azt mondta, aligha érdemes arról bármit írni.

## Albumok
- Look Sharp! (1979)
- I'm the Man (1979)
- Beat Crazy (1980)
- Joe Jackson's Jumpin' Jive (1981)
- Night and Day (1982)
- Mike's Murder (1983)
- Body and Soul (1984)
- Big World (1986, live)
- Will Power (1987)
- Tucker (1988)
- Blaze of Glory (1989)
- Laughter & Lust (1991)
- Night Music (1994)
- Heaven & Hell (1997)
- Symphony No. 1 (1999)
- Night and Day II (2000)
- Volume 4 (2003)
- Rain (2008)
- The Duke (2012)
- Fast Forward (2015)
- Fool (2019)

### Live
- 1988: Live 1980/86
- 1991: Laughter & Lust Live
- 2000: Summer in the City: Live in New York
- 2002: Two Rainy Nights
- 2004: Afterlife
- 2009: Live at the BBC
- 2011: Live Music
- 2011: Live in Germany 1980
- 2012: Live at Rockpalast

## Díjak
- 2001: Grammy-díj − legjobb instrumentális popalbum
- 2016: Berliner Bär

## Fordítás
Ez a szócikk részben vagy egészben  a   Joe Jackson című angol Wikipédia-szócikk ezen változatának fordításán alapul.  Az eredeti cikk szerkesztőit annak laptörténete sorolja fel. Ez a jelzés csupán a megfogalmazás eredetét és a szerzői jogokat jelzi, nem szolgál a cikkben szereplő információk forrásmegjelöléseként.